# Туринский уезд
Тури́нский уе́зд (Туринский округ) — административно-территориальная единица в составе Тобольской губернии Российской империи и Тюменской губернии РСФСР.

## История
Образован 19 января 1782 года в составе Тобольской области Тобольского наместничества.
Декретом ВЦИК от 6 октября 1919 года в результате преобразования Тобольской губернии Туринский уезд оказался в составе Тюменской губернии РСФСР. После ликвидации Тюменской губернии постановлениями ВЦИК от 3 и 12 ноября 1923 года территория уезда вошла в состав Ирбитского округа Уральской области.
1 февраля 1924 года на основании постановлений ВЦИК от 3 ноября и 12 ноября 1923 года в составе Тобольского округа Уральской области был образован Кондинский район с центром в селе Нахрачи. Район был образован из Кондинской и Малокондинской волостей Тобольского уезда и части Верхнепелымской волости Туринского уезда.

## Население
В 1891 году население Туринского округа составляло 62 600 человек, в 1897 году — 68 719.

## Административное деление

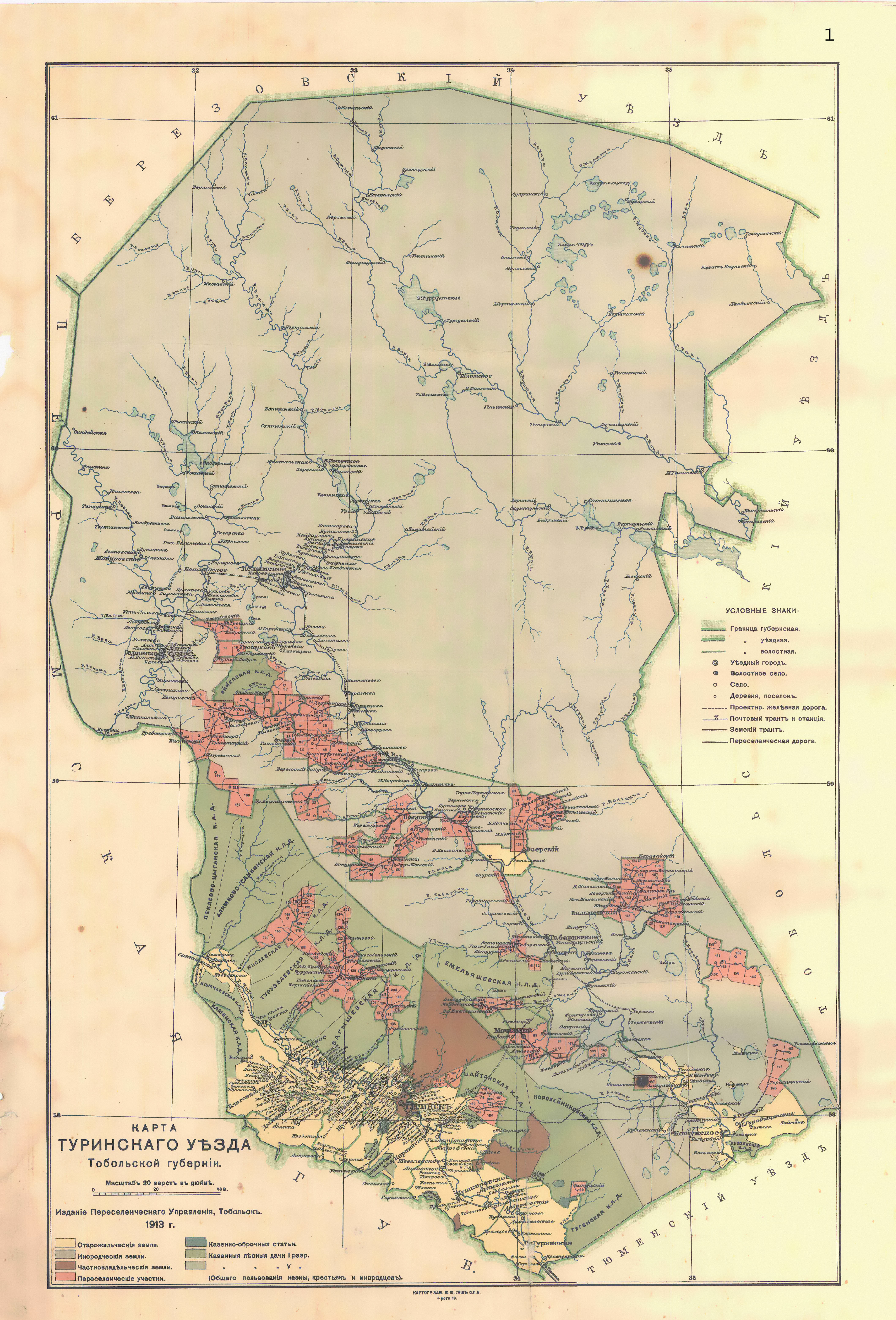
Карта Туринского уезда 1913 г.

В 1913 году в состав уезда входило 24 волости:
| - Благовещенская, - Больше-Кондинская, - Вагильская, - Верхне-Кондинская, - Верхне-Пелымская, - Верхне-Таборинская, - Гаринская, - Дымковская, - Жуковская, - Коркинская, | - Кошукская (русская), - Кошукская (инородная), - Куртумовская, - Нижне-Таборинская, - Пелымская, - Пушкаревская, - Сосьвинская, - Таборинская, - Тахтанская, - Туринская городская, | - Туринская слободская, - Усениновская, - Усть-Кондинская, - Шухруповская |

## Известные уроженцы
- Бурдуков, Алексей Васильевич
- Павлик Морозов
- Журкина, Надежда Александровна
- Шишков, Михаил Васильевич